# 2014 FIFAワールドカップ・アフリカ3次予選
このページは、2014 FIFAワールドカップ・アフリカ予選の3次予選の結果をまとめたものである。

## フォーマット
2次予選を勝ち上がった10カ国を5つの組に振り分け、ホーム・アンド・アウェーで争う。その結果、2試合の合計得点の多い国が本大会への出場権を与えられる。

## シード順
抽選会は、2013年9月16日にエジプトのギザで実施された。シード順は2013年9月12日発表のFIFAランキングを基に振り分けられた。
| ポット1                                                                          | ポット2                                                                    |
| -------------------------------------------------------------------------------- | -------------------------------------------------------------------------- |
| コートジボワール(19) ガーナ(24) アルジェリア(28) ナイジェリア(36) チュニジア(46) | エジプト(50) ブルキナファソ(51) カメルーン(61) セネガル(66) エチオピア(93) |

- 括弧内の数字は、2013年9月12日発表のFIFAランキングの順位

## 試合日程と結果
第1戦は2013年10月11日から15日の間に行われた。また第2戦は11月15日から19日の間に行われた。。

### コートジボワール 対 セネガル
| 2013年10月12日 17:00 (UTC+0) |

| コートジボワール                                                                         | 3 - 1    | セネガル            |
| ディディエ・ドログバ 5分 (pen.) · リュドヴィク・サネ 14分 (o.g.) · サロモン・カルー 50分 | レポート | パピス・シセ 90+6分 |

| スタッド・フェリックス・ウフェ＝ボワニ（アビジャン） 観客数: 30,000人 主審: ラジンドラパーサド・シーチャーン |

| 2013年11月16日 19:00 (UTC+0) |

| セネガル               | 1 - 1    | コートジボワール        |
| ムサ・ソウ 77分 (pen.) | レポート | サロモン・カルー 90+4分 |

| スタッド・モハメド・サンク（モロッコ・カサブランカ） 観客数: 15,000人 主審: ジャメル・ハイムディ |

コートジボワールが2試合合計スコア4-2で勝利しワールドカップ出場権を獲得

### エチオピア 対 ナイジェリア
| 2013年10月13日 16:00 (UTC+3) |

| エチオピア              | 1 - 2    | ナイジェリア                           |
| ベハイル・アセファ 57分 | レポート | エマヌエル・エメニケ 68分, 90分 (pen.) |

| アディスアベバ・スタジアム（アディスアベバ） 観客数: 22,000人 主審: ネアン・アリウム |

| 2013年11月16日 16:00 (UTC+1) |

| ナイジェリア                                             | 2 - 0    | エチオピア |
| ビクター・モーゼス 20分 (pen.) · ビクトル・オビンナ 82分 | レポート |            |

| U.J.エスエネ・スタジアム（カラバル） 観客数: 8,000人 主審: バカリ・パパ・ガサマ |

ナイジェリアが2試合合計スコア4-1で勝利しワールドカップ出場権を獲得

### チュニジア 対 カメルーン
| 2013年10月13日 18:00 (UTC+1) |

| チュニジア | 0 - 0    | カメルーン |
|            | レポート |            |

| スタッド・オリンピック・ドゥ・ラデ（ラデス） 観客数: 30,900人 主審: コマン・クリバリ |

| 2013年11月17日 15:30 (UTC+1) |

| カメルーン                                                                         | 4 - 1    | チュニジア              |
| ピエール・ウェボ 4分 · バンジャマン・ムカンジョ 30分 · ジャン・マクーン 65分, 86分 | レポート | アーメド・アカイシ 49分 |

| スタッド・アマド・アイジョ（ヤウンデ） 観客数: 35,570人 主審: ラジンドラパーサド・シーチャーン |

カメルーンが2試合合計スコア4-1で勝利しワールドカップ出場権を獲得

### ガーナ 対 エジプト
| 2013年10月15日 16:00 (UTC+0) |

| ガーナ | 6 - 1    | エジプト                           |
| アサモア・ギャン 5分, 53分 · ワエル・ゴマー 22分 (o.g.) · アブドゥル・マジード・ワリス 44分 · サリー・ムンタリ 72分 (pen.) · クリスティアン・アツ 89分 | レポート | モハメド・アブトレイカ 41分 (pen.) |

| ババ・ヤラ・スタジアム（クマシ） 観客数: 38,000人 主審: ブシャイブ・エル・アーラシュ |

| 2013年11月19日 18:00 (UTC+2) |

| エジプト                                | 2 - 1    | ガーナ                              |
| アムル・ザキ 25分 · モハメド・ナギ 83分 | レポート | ケヴィン＝プリンス・ボアテング 89分 |

| 6月30日スタジアム（カイロ） 観客数: 25,000人 主審: ヌマンディエ・ドゥエ |

ガーナが2試合合計スコア7-3で勝利しワールドカップ出場権を獲得

### ブルキナファソ 対 アルジェリア
| 2013年10月12日 16:00 (UTC+0) |

| ブルキナファソ                                                                             | 3 - 2    | アルジェリア                                      |
| ジョナサン・ピトロイパ 45+2分 · ジャカリジャ・コネ 65分 · アリスティド・バンセ 86分 (pen.) | レポート | ソフィアン・フェグリ 50分 · カール・メジャニ 69分 |

| スタッド・ドゥ・キャトル＝ウ（ワガドゥグー） 観客数: 31,000人 主審: ジャニー・シカズウェ |

| 2013年11月19日 19:15 (UTC+1) |

| アルジェリア              | 1 - 0    | ブルキナファソ |
| マジード・ブーゲッラ 49分 | レポート |                |

| スタッド・ムスタファ・チャケ（ブリダ） 観客数: 35,000人 主審: バダラ・ディアッタ |

2試合合計スコア3-3。アウェーゴールの数が多いアルジェリアがワールドカップ出場権を獲得